# Helmut Spanner

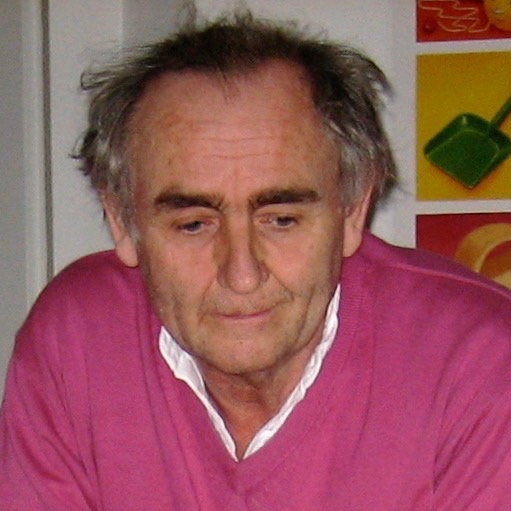
Helmut Spanner, 2007

Helmut Spanner (* 5. Februar 1951 in Augsburg) ist ein deutscher Autor von Kinder- und Bilderbüchern sowie Komponist. Er ist vor allem bekannt durch seine Bilderbuchklassiker Ich bin die kleine Katze und Erste Bilder Erste Wörter. Die Gesamtauflage seiner Bücher liegt bei mehr als 12 Millionen Exemplaren.

## Beruflicher Werdegang

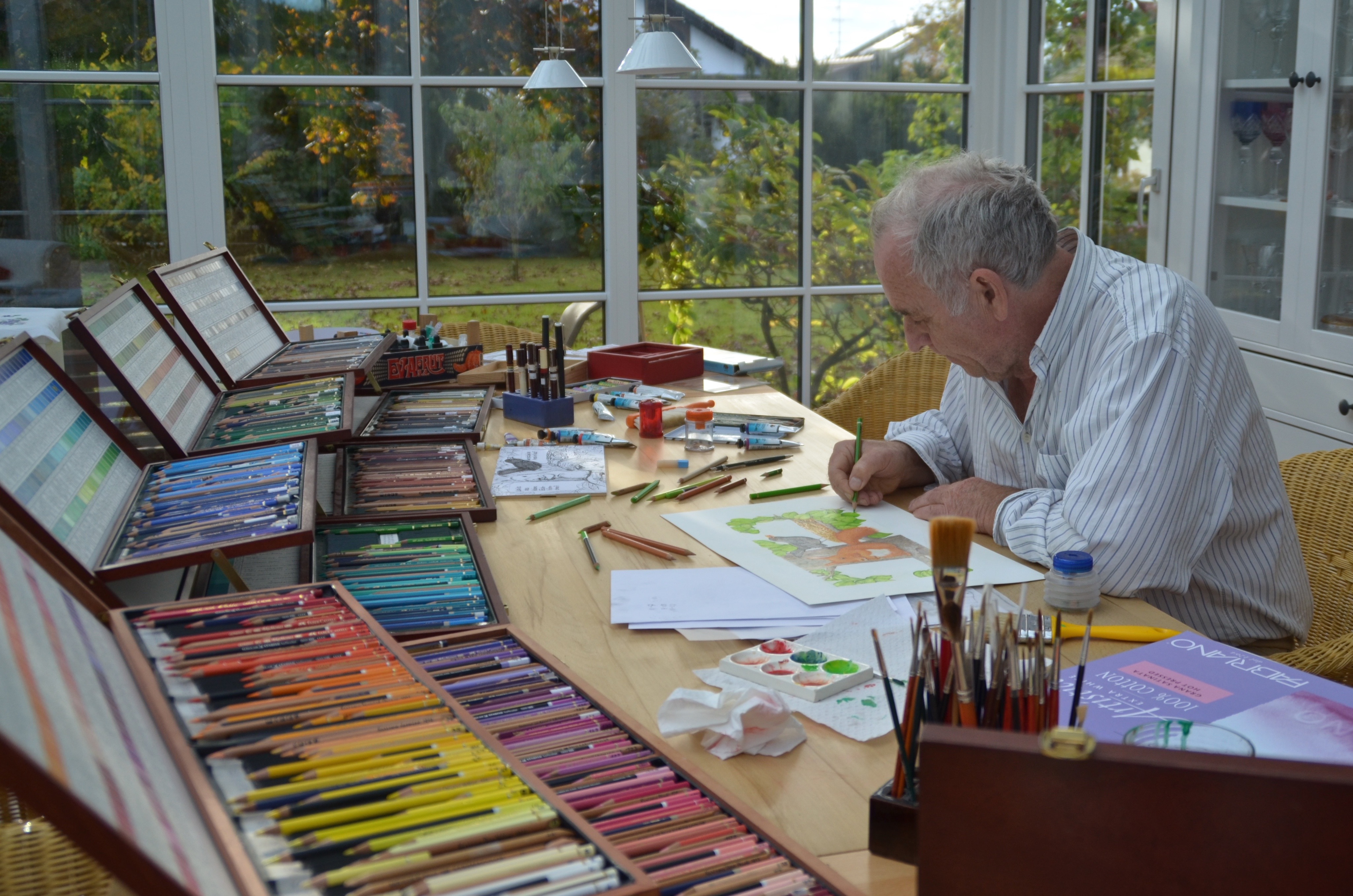
Helmut Spanner im Atelier, 2015

Nach dem Abitur am Musischen Gymnasium Marktoberdorf im Allgäu studierte er Lehramt für das Gymnasium an der Akademie der bildenden Künste in München. Hier war er Mitbegründer der Gruppe Bilderbuch, die bereits veröffentlichte Bilderbücher inhaltlich und künstlerisch analysierte. Gleichzeitig wurden neue Konzepte für Bilderbücher entwickelt. Noch während seines Kunststudiums veröffentlichte Helmut Spanner 1977 bei Ravensburger sein erstes Pappbilderbuch Meine ersten Sachen, das immer noch im Handel ist (Stand: 2016). Seine Examensarbeit trug den Titel Rund ums Pappbilderbuch. Sie ist 2018 bei BurckhardtHaus erschienen.
Er ist seit nunmehr 40 Jahren als freischaffender Bilderbuchautor für den Ravensburger Buchverlag tätig. Über 12 Millionen seiner Bücher wurden bisher verkauft (Stand: 2020).
Von 1990 bis 2000 betätigte sich Spanner mit einem eigenen Tonstudio als Filmkomponist; dabei entstanden gemeinsame Werke mit seinem Schulfreund, dem Regisseur Dominik Graf.
Seit 2018 ist er zudem als Komponist und Musiker tätig und veröffentlichte bisher 2 CDs mit Pianomelodien.
Er lebt und arbeitet in München und Nassenbeuren im Allgäu.

## Psychologisch-künstlerischer Ansatz
Der Autor versteht sich als Dienstleister für Kinder.

### Motive
Seine Motivwahl, so der Autor, beruhe darauf, dass es bei seiner Zielgruppe, also Kindern bis zum Alter von drei Jahren, „nur um ursprüngliche, einfache, existenzielle Dinge“ gehe. Diese sollen einen engen Bezug zur Lebenswirklichkeit des Kindes haben, Auswahlkriterien von Erwachsenen sollen keine Rolle spielen. Beispielsweise wehrte sich Helmut Spanner vergeblich gegen die Verlagsentscheidung, in ein bestimmtes Buch nicht das Bild einer Haarbürste aufzunehmen, sondern das eines Kammes. Er führte dafür sowohl eine pädagogische als auch eine ästhetische Begründung an: „Kleinkinder werden nicht mit einem Kamm gekämmt, sondern eben mit einer Bürste. Außerdem ist die Bürste vom Zeichnerischen her einfach schöner und interessanter.“
Zeit stellt Helmut Spanner als Ablauf in einzelnen aufeinander folgenden Bildern dar: „der Igel an der Zaunlücke, der Igel hinter dem Gartenzaun, ein Apfel im Gras, der Garten im Überblick.“ Zum Erzählen regen seine Bilder an, weil in ihnen witzige Geschichten stecken: „Die Maus sitzt im Eierbecher, der Bär hält den Telefonhörer falsch herum, die Feuerwehr füttert eine Giraffe, die am Hals einen Verband trägt.“

### Stil und Arbeitsweise
Es ist dem Autor wichtig, die Kinder genau da abzuholen, wo sie stehen. Aus wahrnehmungspsychologischen Gründen stellt er seine Darstellungsweise darauf ab, „das Wesentliche an den Gegenständen zu betonen“, das „geistig Wichtige“, und alles wegzulassen, „was nicht nötig ist und keine Funktion hat“. Bei einer Tasse, so Helmut Spanner, seien Wandung, die Darstellung als Hohlkörper und der Henkel essentiell, ein Muster aber nicht; letzteres könne sogar beim Kind zur Fehleinschätzung führen, es sei wesentlich für alle Tassen und müsse als Element der zweidimensionalen Darstellung mitgelernt werden.
Seine Entscheidung für einen realistischen Stil begründet er damit, dass seine Bücher „oft der erste Kontakt mit einer zweidimensionalen Darstellung der Welt“ seien, der „Reduzierung eines Gegenstands auf Linie und Fläche“. Helmut Spanners Zielgruppe kommt von der Greiferfahrung her, erst am Ende des zweiten Lebensjahres wird die visuelle Wahrnehmung führend. Der Autor geht von der Greiferfahrung als Vorstufe der rein abstrakten visuellen Wahrnehmung aus. Der reale, taktil erfahrbare Gegenstand sei Natur, das abgebildete, nur noch visuell wahrnehmbare Zeichen sei Kultur. Für das Kind seien das zunächst verschiedene Welten, es müsse das Bildzeichen neu lernen. Um dies den Kindern zu erleichtern, versucht Helmut Spanner, möglichst nah am Sehbild zu bleiben und sich nicht am Gedankenbild zu orientieren.  Der freie künstlerische Stil sei in dieser Lebensphase hinderlich, weil das Kind das Dargestellte oft gar nicht erkennen könne. Empirisch hat Helmut Spanner dies schon in seiner Examensnachweis für den Zeichenstil von Dick Bruna nachgewiesen.
Helmut Spanner verwendet zur Erstellung seiner Zeichnungen keine Grafiksoftware, denn er möchte „ein Original haben“.

## Musikalben
- 2020: Karussell - Piano Songs
- 2021: Bilderbuch - Piano Songs

## Pappbilderbücher (Auswahl)
- 1977: Meine ersten Sachen
- 1979: Mein Spielzeug
- 1980: Die Kiste
- 1981: Ich bin die kleine Katze
- 1982: Da ist die Maus
- 1982: Die Maus fährt mit
- 1983: Mein kleiner Bär
- 1983: Was macht der Bar?
- 1986: Der Bär im Wasser
- 1986: Die Bademaus
- 1986: Der Bär im Schnee
- 1986: Die Küchenmaus
- 1989: Ich bin die kleine Ente
- 1990: Miau, Miau!
- 1990: Anziehen macht Spaß
- 1991: Mein kleiner Zoo
- 1991: Für mein Baby
- 1993: Erste Bilder Erste Wörter
- 1999: Mein Bärenbuch (Erste Wörter Erste Sätze)
- 2002: Ich kann zaubern
- 2002: Rot, grün, gelb oder blau?
- 2003: Plitsch, platsch!
- 2004: Kuckuck, welches Tier versteckt sich hier?
- 2008: Fühl mal Streifi!
- 2013: Zieh mich raus, hier kommt die ....!
- 2015: Tierkinder, wo seid ihr?
- 2016: Mausi und Nasi - Wer hat sich hier versteckt?
- 2017: Mausi und Nasi - Wer ist da noch?

## Filmmusik (Auswahl)
- 1993: Morlock (Die Verflechtung)
- 1994: Frauen sind was Wunderbares
- 1994: Die Sieger (1994)
- 1995: Frau Bu lacht (Jubiläum 25 Jahre Tatort)
- 1997: Doktor Knock
- 1996: Sperling – Sperling und das Loch in der Wand
- 1998: Denk ich an Deutschland … – Das Wispern im Berg der Dinge
- 1997: Der Skorpion
- 2000: München - Geheimnisse einer Stadt

## Rezeption (Auswahl)
Mehrere von Helmut Spanners Pappbilderbüchern fanden in der deutschen und der internationalen Fachwelt Beachtung.
Seine Bilderbuchklassiker Meine ersten Sachen, Ich bin die kleine Katze und Erste Bilder Erste Wörter sind seit Jahrzehnten international auf dem Markt und in Kinderhänden. 12 Millionen seiner Bücher wurden bisher verkauft (Stand: 2020).
In der Fachzeitschrift für Kinder- und Jugendmedien Eselsohr schrieb Christine Paxmann Helmut Spanner die Gabe zu, „in seinen Bilderbüchern nicht nur lexikalische Lebenswelten zu entwerfen, die einem Baby und Kleinkind das Rüstzeug zur Welterfahrung geben.“ Der Autor habe „dank seines zeitlosen Stils eine pädagogische Grundschrift erfunden.“ Seine Bücher seien „Basis jeder frühen guten Leseerfahrung“. In derselben Zeitschrift sah Gisela Stottele bei Helmut Spanner „einen wesentlichen Anteil am Aufbau und Erfolg“ der Wissensbücher für kleine Kinder. Sie nannte seine Erstlingsbücher als Beispiele für geeignete erste Bilderbücher und meint damit sowohl den Inhalt als auch die Darstellung: Es handle sich um handliche Pappbücher mit zehn bis zwölf Seiten aus festem Material, „die auf jeder Seite einen Gegenstand oder eine kleine Aktion zeigen, deutlich und mit reinen Farben gemalt auf hellem Untergrund.“
Arleen Steen von der Miami University hob Bücher mit Bären als für Sprechanlässe besonders geeignet heraus, da diese Figur mit Sicherheit und Vertrauen konnotiert sei. Sie empfahl die englischsprachige Ausgabe von Helmut Spanners Was macht der Bär? (What's Teddy Bear Doing?). Das Ausklappbuch zeige auf seinen zwölf Bärenbildern typische Handlungen von Kindern, etwa essen, malen, telefonieren. Diese Darstellungen regten die Kinder zum Erzählen an: „Readers tell what teddy bear is doing.'“ (Übersetzung: Leser sagen, was der Bär macht.) Eileen Tway griff diesen Hinweis in ihrem Artikel The Resource Center in der Zeitschrift Language Arts auf, der die Förderung des mündlichen Ausdrucks zum Gegenstand hat.
In einem Aufsatz über das Buch bei den ganz Kleinen beschäftigte sich die Psychologin L. Ferraud mit den Entdeckungsschritten auf dem Weg zum Buch bei Kindern unter drei Jahren. Am Beispiel des Pappbilderbuchs Mon petit ours sait tout faire von Helmut Spanner zeigt sie, dass in diesem für das zweite Lebensjahr geeigneten Buch die Gegenstände nicht mehr isoliert dargeboten werden, sondern in einer Beziehung zur Umgebung stehen. So könne das Kind Dinge, Tiere und Figuren in einer Situation erkennen. Gezeigt werde in altersangemessener Weise eine Folge von Bildern, die für sich stehen und noch keine fortlaufende Handlung ergeben, da sie nicht logisch verknüpft sind.

## Einzel- und Gruppenausstellungen
- 2008/2009: Im Reich der Phantasie, Mindelheim[14]
- 2010/2011: Im Reich der Phantasie, Mindelheim[15]
- 2017 Werkschau Helmut Spanner, Buchloe

## Auszeichnungen
Für das Buch Ich bin die kleine Katze erhielt er 1982 den Preis Premio critici in erba, der von Kindern vergeben wird. Für dasselbe Buch erhielt er 2000 den Leander. 2022 wurde Spanner für sein Lebenswerk Der Goldene Pinsel zuerkannt, ein von der Illustratorin und Autorin Nina Dulleck gestifteter Preis für Kinderbuchillustration.